# Estación Gobernador Manuel Solá
Gobernador Manuel Solá es una estación ferroviaria ubicada en el departamento Rosario de Lerma, provincia de Salta, Argentina.
En 2019 fue declarada Monumento histórico nacional.

## Servicios
Se encuentra actualmente sin operaciones de pasajeros.
Sus vías corresponden al Ramal C14 del Ferrocarril General Belgrano por donde transitan formaciones de carga de la empresa estatal Trenes Argentinos Cargas.

## Toponimia
Debe su nombre a Manuel Solá, político y militar argentino, líder del partido unitario de la provincia de Salta a mediados del siglo XIX.